# Ляшенко, Николай Иванович
Николай Иванович Ляшенко — советский и украинский учёный в области физики магнитных явлений, лауреат Государственной премии СССР (1988).
Родился 16.06.1933 в с. Круподерницы Оржицкого района Полтавской области.
Окончил радиофизический факультет Киевского университета (1957) и до 2012 года работал там же на кафедре квантовой радиофизики: ассистент, старший преподаватель, доцент (1965), профессор (1980).
Сфера научных интересов — физика магнитных явлений.
Автор более 150 научных работ.
Доктор физико-математических наук (1979), профессор (1982).
Лауреат Государственной премии СССР (1988). Заслуженный деятель науки и техники Украинской ССР (1984).
Сочинения:
- Экспериментальное исследование электромагнитного излучения ферритов в СВЧ диапазоне : диссертация ... кандидата физико-математических наук : 01.00.00 / Н. И. Ляшенко. - Киев, 1964. - 252 с. : ил.
- Электромагнитное излучение магнетиков на сверхвысоких частотах : диссертация ... доктора физико-математических наук : 01.04.07. - Киев, 1978. - 335 с. : ил.